# Egypťan Sinuhet
Egypťan Sinuhet (finsky Sinuhe egyptiläinen) je historický román finského spisovatele Miky Waltariho, v českém překladu doprovázený též podtitulem patnáct knih ze života lékaře. Poprvé byl publikován ve Finsku v roce 1945 a je to nejúspěšnější autorův román.
Ačkoli se dílo odehrává v minulosti, lze v ději najít prvky, které jsou nesmrtelné a důmyslně se prolínají s dnešní dobou.[zdroj⁠?!] Autor, silně ovlivněný svými zážitky z 2. světové války, poukazuje na důležitost a víru v základní lidské hodnoty, jako je svoboda a tolerance. Sám Waltari v jednom rozhovoru prohlásil: „Psal jsem o své vlastní době v historickém převleku.“

## Děj
Děj knihy je zasazen do starověkého Egypta, koncem 18. dynastie. Konkrétně se odehrává za vlády panovníků Amenhotepa III., Amenhotepa IV./Achnatona, Smenchkarea, Tutanchamona, Aje a Haremheba. Hlavním hrdinou je Egypťan jménem Sinuhet (syn sykomory), jehož život sledujeme od dětství, přes studium lékařství a jeho cestování po mimoegyptských zemích až po jeho zapojení do bouřlivých událostí Achnatonovy reformy a nakonec jeho stáří během restaurace předreformních poměrů. Příběh je vyprávěn ich-formou, čili Sinuhet sám je nám vypravěčem celé knihy.
Děj samotné knihy byl částečně inspirovaný vlastními zážitky (jak prohlásil sám autor) a pak také i staroegyptským literárním dílem, známém jako Povídka o Sinuhetovi nebo také Vlastní životopis Sinuhetův, k čemuž se autor přiznává prostřednictvím své postavy. Sinuhet o svém jménu v knize praví, že mu jej dala jeho matka podle Sinuheta z tohoto starověkého příběhu. Na rozdíl od starověkého díla se však tento příběh odehrává o šest století později.

### Kniha první – Lodička z rákosu
Sinuhetův příběh začíná na pískem zaprášeném a Nilem omývaném území starověkého Egypta. Vesetský lékař chudých Senmut a jeho žena Kipa naleznou během období záplav malou rákosovou loďku, jak se poklidně houpe na nilské hladině. Jaké je jejich překvapení, když v ní naleznou malého, ba snad i právě narozeného chlapce. Dítě označí za dar bohů, dají mu jméno Sinuhet a s neutuchající radostí jej přijmou za vlastního. Chlapec vyroste v nadaného, chytrého a na to, že zřejmě pocházel z prosté egyptské rodiny, až neobyčejně pohledného mládence. Sinuhet se z počátku chce stát vojákem, aby se nemusel učit číst a psát, a přesto si dobyl slávy. Avšak otec Senmut jej seznámí s chromým invalidním a chudým starcem, který kdysi byl známým a slavným faraonovým vojákem, který však již ze své slávy a bohatství nemá nic než vzpomínky, bolest a kyselé víno od rodičů, kteří chtějí, aby řekl jejich potomkům pravdu o svém bídném řemesle. Během svého dospívání se tedy Sinuhet rozhodne stát se lékařem jako jeho otec a nastoupí proto do chrámové školy.

### Kniha druhá – Dům života
Po dlouhé roky nevkročí do vesetských ulic. Celé jeho dospívání však provází pochyby o skutečné síle bohů a starých tradic. Přesto se však stává zdatným lékařem a je dokonce přizván k faraonskému dvoru, byť jen jako pomocník královského otvírače lebek Ptahhora, aby pomohl při otvírání lebky faraona Amenhotepa III., který je stár a nemocen a který po zákroku zemře.

### Kniha třetí – Vzrušení Vesetu
V této době se také seznamuje s faraonovým synem, Amenhotepem (po otcově smrti Amenhotep IV., později Achnaton), a také s Haremhebem, v té době prostým mladíkem z Hatnisutu, toužícím po vojenské kariéře. Po smrti faraona je Sinuhet, jako pomocník lékaře, který jej ošetřoval v posledních okamžicích, „popraven“ spolu s Ptahhorem a duševně prostým zastavovačem krve. Šlo však jen o symbolickou popravu, ačkoliv již nikdy nemohl oficiálně vystupovat jako Sinuhet, aniž by ke svému jménu nepřidal druhé jméno Ten-jenž-jest-osamělý, které získal od nového faraona

### Kniha čtvrtá – Nefernefernefer
Nezkušenost předčasně vyspělého chlapce se brzy projeví, když se Sinuhet nechá vlákat do záludných intrik bastetské kněžky Nefernefernefer, jejíž oči jsou svůdné a jméno tak krásné, že se musí opakovat třikrát, aby se člověk nabažil. Na její naléhání jí věnuje majetek jak svůj, tak později i svých rodičů; ti v zoufalství spáchají sebevraždu. Mladý lékař je zdrcen vlastním chováním, neví, co si má vlastně sám se sebou počít, a proto spolu s věrným otrokem Kaptahem utíká do dobrovolného vyhnanství do Sýrie.

### Kniha pátá – Chabirové
V Sýrii se Sinuhetovi podaří vybudovat mezi ostatními lékaři pověst výtečného odborníka. Chce také poznat válku, a proto se rozhodne rozjet za svým dávným přítelem Haremhebem bojovat proti Chabirům. Vojsko je porazí a Sinuhet se vrací. Díky šikovnému Kaptahovi bohatne i v nepřítomnosti, ale vzpomínky na hořkou minulost jej stále pronásledují, a tak smutně opouští Sýrii a vydává se vstříc novým cestám za poznáním.

### Kniha šestá – Den nepravého krále
Sinuhetovi se během jeho dlouhého putování podaří navštívit nejdřív zemi Mitanni – štít mezi bojovnými národy a poté slavný Babylón, kde vládne mladičký Burna-Buriaš II., kterému pomůže od problémů se zuby. Nedlouho potom nastane den nepravého krále, což je tradice, při které nejhloupější z města je na den králem a král jeho otrokem. Nepravý král je večer usmrcen. Král Burna-Buriaš II. si vybere Sinuhetova sluhu Kaptaha jako nepravého krále, pro jeho směšné chování. Seznámí se tu s krásnou otrokyní krále Mineou, které dopomůže k útěku, stejně jako zachraňuje svého otroka před osudem nepravého krále.

### Kniha sedmá – Minea
Sinuhet doprovází Mineu na cestě do jejího domova na ostrově Kréta s rozkvétající minojskou civilizací. Cestou se přestrojí za chudáky a projdou zemí Mitánskou a Chatti, Chetitskou říší, kde Sinuhet získá vzácný železný nůž od strážného, jehož uzdravil. Uvidí také Mineu poprvé tančit před býky. Minea mu však i přes vzájemný cit nedovolí, aby do ní vstoupil, neboť se zaslíbila krétskému bohu a náleží jedině jemu.

### Kniha osmá – Temný dům
Po dlouhém putování tam nakonec dorazí a v té době není ani on zdaleka Minei lhostejný. Avšak je zaslíbená krétskému bohu a nakonec i odvedena do paláce boha, jako mnoho jiných jí předcházejících. Podle tradice se tento losem vyvolený návštěvník může po měsíci vrátit zpět, ovšem nikdo tak zatím neučinil.Sinuhet pronikne dovnitř, navzdory zákazu, a odhalí strašlivý původ krétského boha i osud Minei. Tvor, jemuž byli mnozí jí předcházející, obětováni, byl mrtev a rituální smrt Minei měl na svědomí velekněz, který se snažil zachovat běh obřadu. Starobylá legenda však předpovídala, že zemře-li jejich bůh, zemře i jejich civilizace (a nedlouho poté vskutku vybuchne ostrov Théra a civilizaci zničí). Z Kréty se Sinuhet vrací zpět do Egypta.

### Kniha devátá – U krokodýlova ocasu
Sinuhet zjistí, že král Aziru kuje pikle proti Egyptu. Sinuhet tedy odcestuje do Egypta. Tady se zatím nový panovník Amenhotep IV. k velké nelibosti kněžstva a obyvatel země pokouší nastolit kult nového boha Atona, který má nahradit dosavadní božstva a hlavního boha Amona, jehož kněží jsou mocnější než faraon. Sinuhet se mezitím zamiluje do Merit, chudé dcery hostinského U krokodýlova ocasu, s níž se seznámil již po svém návratu z cest po cizích zemích. Ta ho okouzlí svou neobyčejnou moudrostí a laskavostí.

### Kniha desátá – Město nebeských výšin
Bezradný faraón žádá o pomoc jak Sinuheta, tak i jeho dávného přítele Haremheba, silného pouštního bojovníka, nedlouho po jeho návratu ze země Kuš. Haremheb je pověřen, aby nenásilně potlačil vzpouru proti Atonovi, ovšem to se zvrhne v krveprolití. Egypt je také ohrožen králem Aziru a lstivými Chetity, ovšem faraon nechce válku a Egypt ztrácí většinu Sýrie. Amenhotep si změnil jméno na Achnaton a odstartoval reformu náboženství tím, že převzal vojensky Amonův chrám a jeho kult zakázal. V téže době založil i nové město Achetaton a již nikdy neopustil hranice jeho pozemků. Sinuhet je nucen se odstěhovat do Achetatonu, nového hlavního města, vystavěného jako Atonova oáza. Poklidná idyla však netrvá dlouho.

### Kniha jedenáctá – Merit
Veset mezitím prochází řadou proměn, neboť jsou postupně zakázány i všechny ostatní kulty, chrámy zavírány a jejich majetek zabavován. Což však činí problémy pro hospodářství, neboť chrámy plnily i funkci hospodářských center. Nelépe si vede Egypt i v mezinárodních vztazích a protože Achnaton je pacifista, nijak ani nezasahuje proti různým nepokojům v egyptských državách na jihu země i na východě v Levantě. Sinuhet odcestuje do Vesetu a u Merit jej nečeká jen ona, ale i její údajný kmotřenec Thovt.

### Kniha dvanáctá – Vodní hodiny měří čas
Nedlouho poté však musí společně s Haremhebem odcestovat do války. Vrátí se a již vidí faraonovy vize jinýma očima. Faraonova druhá dcera zemře a pro faraona je to velká rána.

### Kniha třináctá – Království Atonovo na zemi
Jak doba plyne, nepřátelství lidu je čím dál větší a Atonovi odpůrci stále výbojnější. Při jedné krvavé vzpouře mezi Atonovými a Amonovými stoupenci je ve Vesetu zavražděna i Merit a Thovt, o němž se teprve nyní Sinuhet dozví, že je jeho vlastní syn. Sinuhet ztrácí chuť žít, klade si jejich smrt za vinu, připadá si jak prázdná skořápka a vše mu připadá čím dál marnější. Postupně se proti panovníkovi plánuje spiknutí, do kterého jsou zapojeni Amonovi kněží, Haremheb, mocný kněz Aj a nakonec i samotný Sinuhet, jenž se pro dobro své země rozhodne podat faraónovi smrtící jed. Po něm nastupuje jako faraon Smenchkaré, avšak ten se ukáže jako slabý panovník, a proto je záhy vystřídán mladým Tutanchatonem. Ten pod vlivem a taktovkou jak Haremheba, tak Aje přesunul dvůr zpět do Vesetu, poklonil se Amonovi a změnil si jméno na Tutanchamon.

### Kniha čtrnáctá – Svatá válka
V zemi, rozvrácené stálými náboženskými vzpourami a boji, se moci chopí Haremheb a Aje, avšak stále je oficiálně panovníkem mladičký faraon. Oni dva však mezitím pracují na restauraci předreformních poměrů v zemi a Haremheb se pokouší vojenskou silou zpacifikovat jak vzpoury uvnitř země, tak hlavně vojenské nebezpečí ze strany Chetitů, kteří zničili mocnou říši Mitanni, spojence Egypta, a byli pro něj hrozbou a dobyli mnoho egyptských držav v Sýrii a Levantě. Uzavřeli spolu úmluvu, že po dobu této války bude u moci mladý faraon, ale jakmile bude vybojováno bezpečí Egypta a zajištěn mír, bude i Tutanchamon odstraněn.

### Kniha patnáctá – Haremheb
Když byl tento mír a klid zajištěn, nastoupil podle oné úmluvy jako nový faraon Aje. Ten byl z nich starší, a proto se i oba dohodli, že Haremheb si na trůn vydrží počkat. Aby však potvrdil vlastní nárok na trůn, nechá zapsat své chudé rodiče do knihy vyšší vrstvy a pro spojení s posvátnou božskou krví se ožení s princeznou Beketamon. Sňatek s Beketamon však není jednoduchá záležitost, neboť princezna je již dlouhou dobu zaslíbena chetitskému princi Šubattuovi. I zde musí nastoupit Sinuhetovo lékařské umění a mladý princ je zákeřně otráven. Tím sice Sinuhet zachránil egyptský trůn před Chetity a věnoval jej do rukou Haremhebovi, stále jej však pronásledují neodbytné sny, plné myšlenek na správnost jeho počínání a na jeho původ. Již věděl, kým ve skutečnosti je, a ironicky sledoval boje o trůn, neboť jediná osoba, jež se mohla nazývat synem bohů, byl on sám. Ještě za Achnatonova života se shodou náhod dozvěděl, že je utajeným potomkem dřívějšího faraóna Amenhotepa III. a jeho mladičké manželky, mitannské princezny Taduchippy. Ihned po porodu byl vyměněn za jiného – mrtvého – novorozence, vložen do rákosové loďky a poslán po proudu Nilu, aby nemohl ohrozit nárok na dědictví trůnu očekávaného potomka synem faraóna a královské manželky Tij, jenž se měl narodit o několik měsíců později. Nicméně osud kdysi zamíchal kartami a Sinuhetovi nezbývá nic jiného než svůj původ tajit. A tak se po Ajově smrti moci chopil Haremheb. Faraón Haremheb velmi cestoval, podnikl mnohé, někdy méně, někdy více úspěšné výpady vůči svým nepřátelům a pomalu obnovoval vojenskou stabilitu Egypta.
Sinuhet zatím začal opět provozovat své lékařské umění, ale netajil se svými názory na boje, války či samotného faraóna, neboť za ně těžce zaplatil vlastními zkušenostmi a již se nechtěl podílet na dalších lžích. To se mu stalo osudným, neboť Haremheb, obávaje se Sinuhetových vědomostí, učinil rozhodný krok – nechal Sinuheta poslat do vyhnanství, kde tento již starý lékař sice žil v dostatku a pohodlí, nicméně už nikdy nesměl vstoupit na egyptskou půdu. A právě v tomto vyhnanství sepsal Sinuhet své paměti, svých patnáct knih ze života lékaře.
| „                                                                                          | Toto vše jsem napsal já Sinuhet, Egypťan, pro sebe sama. Nikoli pro bohy, ani pro lidi, ani pro zachování svého jména navěky, nýbrž pro sebe sama, ubohého a ztrápeného, a pro své srdce, jež dostalo svou míru plnou. | “ |
| — Mika Waltari: Egypťan Sinuhet – Patnáct knih ze života lékaře. Překlad Marta Hellmutová. | |   |

## Historický kontext
Ačkoliv se jedná o historický román a tedy umělecké zpracování tohoto historického období dějin Egypta, obsahující mnoho fiktivních postav, přesto dosti věrně zachycuje egyptské poměry i vývoj v zemi během tohoto období. Nejvíce umělecké licenci podléhá popis Kréty a Mínojské civilizace, neboť v době psaní románu nebylo ani částečně rozluštěno krétské písmo, a tak se Waltari k popisu civilizace nechal inspirovat jen kresbami a uměním. Nebyla známa ani žádná krétská jména, a proto se i velekněz jmenuje Minotauros a krétská dívka Minea.
Události probíhající v samotném Egyptě a i jeho vztahy s vazalskými státy na východě jsou naopak známy velmi dobře díky archivu z Achetatonu, který obsahoval rozsáhlé záznamy korespondence královského dvora s egyptskými správci i s mimoegyptskými vazaly v klínopisu na hliněných tabulkách. Díky nim je toho o poměrech v Egyptě a syropalestině hodně známo. Archiv samotný, obsahující několik set tabulek, představuje neocenitelný zdroj informací o politické situaci v dané oblasti.
Původ Smenchkarea i Tutanchamona v knize uvedené jsou jedny ze zvažovaných variant jejich původu, neboť o jejich skutečném původu není mnoho známo. Ví se jistě jen to, že ani jeden z nich nebyl synem Achnatona s jeho hlavní manželkou Nefertiti, která mu porodila jen dcery. Stále však mohli být buď syny jedné z jeho harémových manželek nebo synové některého z vysoce postavených loajálních dvořanů. U Smenchkarea dále existuje možnost, že jde o Nefertiti, nebo dokonce o Achnatonova mladšího bratra. U Tutanchamona se také dříve předpokládalo, že by mohl být Achnatonovým bratrem, avšak v současnosti se považuje tato teorie za překonanou (narodil se několik let po smrti Amenhotepa III.).
Ramesse I. je zde uveden jako Haremhebův syn, ačkoliv je egyptology považován jen za Haremhebova vojevůdce a generála, kterého Haremheb ustanovil za svého nástupce.

### Datace
Waltariho Sinuhet je zhruba stejně starý jako Achnaton, měl se narodit a žít v přibližně téže době. Podle toho lze stanovit, kdy se příběh odehrává, tedy v letech 1370–1300 př. n. l.

## Adaptace
- Egypťan Sinuhet, film USA 1954, 139 min., režie Michael Curtiz[2]